# Лебзяк Олександр Борисович
Лебзяк Олександр Борисович (рос. Александр Борисович Лебзяк) (народився 15 квітня 1969 в Донецьку, УРСР) — заслужений майстер спорту Росії з боксу, олімпійський чемпіон (2000 рік), чемпіон світу (1997) та Європи (1998, 2000). Головний тренер збірної Росії з боксу (2005-2008, з 2013).

## Аматорська кар'єра
На чемпіонаті світу 1991 завоював срібну медаль.
- В 1/8 фіналу переміг Роберта Буда (Польща) — AB 2
- У чвертьфіналі переміг Свена Оттке (Німеччина) — 21-16
- У півфіналі переміг Рамона Гарбей (Куба) — 40-35
- У фіналі програв Томмазо Руссо (Італія) — 17-24

### Олімпійські ігри 1992
- 1/16 фіналу:Переміг Жустена Кроуфорда (Австралія) — RSC
- 1/8 фіналу:Програв Крісу Берду (США) — 7-16

### Олімпійські ігри 1996
- 1/16 фіналу:Переміг Ровена Дональдсона (Ямайка) — 20-4
- 1/8 фіналу:Переміг Жустена Кроуфорда (Австралія) — RSC
- 1/4 фіналу:Програв Аріелю Ернанесу (Куба) — 8-15

На чемпіонаті світу 1997 став чемпіолном.
- В 1/8 фіналу пройшов без бою Ігора Дзагоєва (Грузія)
- У чвертьфіналі переміг Томаш Боровського (Польща) — 8-0
- У півфіналі переміг Стефена Кірк (Ірландія) — RSC 2
- У фіналі переміг Фредеріка Серра (Франція) — 12-7

### Олімпійські ігри 2000
- 1/16 фіналу:Переміг Даджібріла Фалла (Сенегал) — RSC
- 1/8 фіналу:Переміг Денні Гріна (Австралія) — RSC
- 1/4 фіналу:Переміг Жона Дові (Франція) — 13-11
- 1/2 фіналу:Переміг Сергія Михайлова (Узбекистан) — RSC
- Фінал:Переміг Рудольфа Край (Чехія) — 20-6